# Ołeksandr Piskun
Ołeksandr Anatolijowycz Piskun, ukr. Олександр Анатолійович Піскун, ros. Александр Анатольевич Пискун, Aleksandr Anatoljewicz Piskun (ur. 30 sierpnia 1963) – ukraiński piłkarz, grający na pozycji pomocnika lub obrońcy, trener piłkarski.

## Kariera piłkarska
Wychowanek klubu Hranit Czerkasy. Pierwszy trener A.Stepanenko. W 1981 rozpoczął karierę piłkarską w drugoligowym klubie Dnipro Czerkasy. Potem grał w amatorskich zespołach Suła Łubnie, Temp Czerkasy i Rotor Czerkasy. W 1989 również rozegrał 5 meczów w składzie Dnipra Czerkasy. Latem 1992 roku po raz kolejny został zaproszony do Dnipra Czerkasy. Na początku 1994 został piłkarzem Hartu Borodzianka, który potem zmienił nazwę na Systema-Boreks. W 1996 najpierw bronił barw klubu Roś Biała Cerkiew, a po pół roku przeniósł się z powrotem do Dnipra Czerkasy, w którym zakończył karierę piłkarza.

## Kariera trenerska
Karierę szkoleniowca rozpoczął jeszcze będąc piłkarzem. Od października do końca 1996 pełnił funkcje głównego trenera Dnipra Czerkasy.

## Sukcesy i odznaczenia
Dnipro Czerkasy
- mistrz Ukraińskiej Drugiej Lihi: 1993